# Oxfordbestämmelserna
Oxfordprovisionerna (Provisions of Oxford) kallas den reformstadga (av medeltidslatinets provisiones, "stadga", "föreskrifter") från den 11 juni 1258, som en grupp stormän inom engelska parlamentet avtvingade Englands kung Henrik III (se den artikeln för omständigheterna). Enligt denna skulle arbetet med statens reformering utföras av 24 rådgivare, 12 valda av kungen och 12 av rikets earler och baroner. En inom dessa 24 personer vald kommitté om fyra personer skulle utse ett femtonmannaråd som jämte kungen skulle övervaka hur riket styrdes. Dessutom inskränktes ämbetstiden för sheriffer och de tre högste riksämbetsmännen till ett år.
Reformstadgan blev i själva verket en form för baronernas allenavälde på kungamaktens bekostnad. Henrik III kungjorde 18 oktober samma år sin anslutning till Oxfordprovisionerna. Påven löste dock kungen från sin ed år 1261 men baronerna vidhöll giltigheten. För att lösa tvisten fick kung Ludvig IX av Frankrike agera skiljedomare. Genom utslaget av domen den 23 januari 1264 (Mise of Amiens) förklarade denne Oxfordprovisionerna annullerade, samtidigt betonandes dock att det inte innebar några inskränkningar i det engelska rikets privilegier, fri- och rättigheter, sådana de var före Oxfordprovisionernas utfärdande. Dessa stadganden har till vår tid bevarats endast i ett sannolikt ofullständigt utdrag.